# Chuyên Húc
Chuyên Húc (chữ Hán: 颛顼), tức Huyền Đế (玄帝) hay Cao Dương Thị (高陽氏), là một vị vua thời Trung Hoa cổ đại, một trong Ngũ Đế. Theo Sử ký, ông là cháu nội và là người kế vị của Hoàng Đế.

## Sự nghiệp
Theo truyền thuyết Trung Quốc cổ đại, ông là Thiên Đế ở phương Bắc, tên là Cao Dương Thị (高陽氏), cháu của Hoàng Đế. Theo Sử ký, Hoàng Đế và Luy Tổ có hai con trai là Huyền Hiêu và Xương Ý. Xương Ý được phong ở Nhược Thủy, lấy người con gái của thị tộc Thục Sơn là Xương Phó và sinh ra Chuyên Húc.
Sử ký, Ngũ Đế bản kỷ, mô tả ông là người uyên bác, trầm tĩnh, có mưu lược. Sau khi Chuyên Húc kế ngôi, thành tích chính trị thể hiện rõ rệt, xa gần đều phục tùng, trở thành một vị vua quyền uy thời đó. Ông thông hiểu mọi việc, biết chăm sóc mọi vật, sử dụng đất đai và ghi chép thời tiết; chú trọng việc giáo hóa và định ra các chế độ. Dân các tộc phía bắc tới U Lăng, phía nam tới Giao Chỉ, phía tây tới Lưu Sa, phía đông tới Bàn Mộc đều thuận theo ông.
Ông tại vị hơn 78 năm, qua đời khi đã 98 tuổi, được táng tại Bộc Dương.

## Hậu duệ
Theo Sử ký, Chuyên Húc có ba người con trai là Xứng, Cùng Thiền và Cổn..
- Xứng: sinh Quyển Chương. Quyển Chương sinh Trọng Lê và Ngô Hồi. Ngô Hồi sinh Lục Chung. Lục Chung sinh 6 trai: Côn Ngô, Tham Hồ, Bành Tổ, Hội Nhân, Tào An và Quý Liên.

1. Côn Ngô là thủy tổ nước Côn Ngô thời nhà Hạ.
2. Tham Hồ là vua đầu tiên của nước Hoàng thời nhà Hạ, nhà Thương, thời Tây Chu và thời Xuân Thu. Đến giữa thời Tây Chu thì có một nhánh là Hoàng Hy tách ra lập nước Tây Hoàng, nước này tồn tại đến giữa thời Xuân Thu thì bị tiêu vong.
3. Bành Tổ là tổ tiên nước Bành thời nhà Hạ qua nhà Thương đến thời Tây Chu thì bị diệt mất.
4. Hội Nhân chưa rõ là tổ tiên của nước nào...?
5. Tào An là thủy tổ của nước Trâu thời Tây Chu và Xuân Thu Chiến Quốc.
6. Quý Liên là thủy tổ của nước Sở thời Tây Chu và Xuân Thu Chiến Quốc, đến cuối thời Chiến Quốc một nhánh thứ thuộc dòng dõi Sở Trang Vương là Trang Kiểu được Sở Uy Vương phái đi đánh đất Kiềm Trung. Sau khi chiếm được xứ này thì vừa lúc nước Tần chiếm đóng đánh bại các nước Ba và Thục cắt đứt mất đường về, Trang Kiểu thấy vậy ở lại luôn đất Kiềm Trung tự lập làm vua đặt quốc hiệu là Điền.

- Cùng Thiền: sinh Kính Khang và Nữ Tu. Kính Khang sinh Câu Vọng. Câu Vọng sinh Kiều Ngưu. Kiều Ngưu sinh Cổ Tẩu. Cổ Tẩu sinh Diêu Trọng Hoa. Trọng Hoa tức là vua Thuấn sau này. Trọng Hoa sinh Thương Quân. Thương Quân là tổ tiên của các đời quân chủ nước Hữu Ngu thời nhà Hạ và nhà Thương rồi sau đó kế tục là nước Trần thời Tây Chu và Xuân Thu[2].

1. Khoảng giữa thời Xuân Thu một nhánh của nước Trần là Kính Trọng con thứ Trần Lệ Công dời sang nước Tề đổi làm họ Điền, sang thời Chiến Quốc hậu duệ là Điền Hòa phế vua Tề Khang công tự lập làm quân chủ. Sau khi Tần Thủy Hoàng Đế băng hà nước Tề được tái lập bởi tôn thất của Tề Vương Kiến là Điền Đam được ít lâu thì phân liệt thành 3 nước, Điền An là một trong những ông vua của 3 nước đó và sau khi bị Điền Vinh giết chết con cháu đã đổi sang họ Vương. Cuối thời Tây Hán hậu duệ Điền An là Vương Mãng từng cướp ngôi nhà Hán lập ra nhà Tân, tuy nhiên triều đại phù du này tồn tại chỉ vẻn vẹn được 15 năm thì bị khởi nghĩa nông dân Xích Mi và Lục Lâm quật đổ.
2. Nữ Tu sinh Đại Nghiệp. Đại Nghiệp sinh Đại Phí. Đại Phí sinh Đại Liêm. Nhược Mộc là tổ tiên của nước Từ thời nhà Hạ, nhà Thương, thời Tây Chu và thời Xuân Thu.
3. đến giữa đời nhà Thương một nhánh thứ của nước Từ là Trung Diễn tách ra phát triển độc lập, sang đầu thời nhà Chu lại chia làm 2 phái nhỏ đó là Ác Lai tổ tiên nước Tần thời Xuân Thu Chiến Quốc và Quý Thắng tổ tiên nước Triệu thời Chiến Quốc.

- Cổn: sinh Đại Vũ, chính là vua đầu tiên của triều đại nhà Hạ, đến thời Thiếu Khang một nhánh thứ là Vô Dư tách ra lập quốc ở đất Cối Kê gọi là nước Việt. Nước Việt tồn tại suốt từ giữa nhà Hạ qua nhà Thương đến thời Tây Chu và Xuân Thu Chiến Quốc mới bị nước Sở đánh bại, tàn dư quân Việt chạy vào rừng sâu kháng cự đến đời Tần Thủy Hoàng mới bị chinh phục. Nhưng sau đó họ hưởng ứng theo khởi nghĩa nông đánh đổ nhà Tần rồi được Hán Cao Tổ phong làm 2 nước là Mân Việt và Đông Âu, 2 nước này duy trì được trên 100 nữa cho đến đời Hán Vũ Đế mới hoàn toàn chấm dứt.

1. Nối tiếp nhà Hạ là nước Kỷ thời nhà Thương, thời Tây Chu và Xuân Thu.
2. Cuối thời Tây Chu một nhánh thứ của nước Kỷ là Thuần Duy do mâu thuẫn nội bộ đã di chuyển lên vùng Mạc Bắc lập ra nước Hung Nô, nước này tồn tại suốt thời Xuân Thu Chiến Quốc cho đến đầu đời nhà Tần mới bị Đầu Mạn thiền vu thay thế.

Tam quốc sử ký phần Cao Cấu Ly bản kỉ đệ lục và Bách Tế bản kỉ đệ lục ghi lại rằng Cao Cấu Ly vương là hậu duệ của Hoàng Đế thông qua Cao Dương thị và Cao Tân thị.

## Tranh cãi về giới tính
Sử sách xưa nay đều chép vua Chuyên Húc là nam giới, thậm chí có vợ tên Nữ Lộc.
Tuy vậy, cũng có người cho rằng ông là nữ giới. Những người giữ quan điểm này nói ông chính là Cao Dương thị, tổ tiên của tộc Sở. Thời cổ đại, các vị thần làm Cao Tổ tỉ của bộ tộc được chủ quản việc hôn nhân trong các đền miếu. Các vị thần này đều có chồng mà không sinh con, đều cho thấy họ là nữ thần cả. Mà Chuyên Húc lại chính là Cao tổ tỉ của tộc Sở. Căn cứ vào điều nói trong "Sơn Hải Kinh - Đại Hoang Tây Kinh": Chuyên Húc hóa thành "ngư phụ" sau khi chết, có người cho rằng ngư phụ chính là nàng tiên cá trong truyền thuyết. Điều này lại là một chứng minh vị vua này là đàn bà. Phần lớn sử sách đều ghi ông là nam giới, bởi vì sau khi chế độ phụ hệ thay cho chế độ mẫu hệ, vì mục đích tuyên dương sự vĩnh hằng của phụ hệ, chiều theo yêu cầu của xã hội đàn ông, các vị nữ thần bị đem cải tạo thành nam thần, theo thuyết này thì Chuyên Húc chính là một trong số đó.
Ngoài ra, một số học giả cho rằng, tiên tỉ (tổ tiên đã mất) của dân tộc Sở là Cao Dương Thị, Cao Dương là nữ giới: Thế nhưng có người nói Cao Dương và Chuyên Húc là hai người khác nhau, và chẳng có gì đáng nghi ngờ về việc Chuyên Húc là nam giới. Đối với việc nói ông chết hóa thành ngư phụ trong Sơn Hải Kinh, có nhà thần thoại học cho rằng: Chuyên Húc hóa ngư phụ, đại ý chỉ việc ngư (tức cá) làm vợ của Chuyên Húc, đã cứu sống được tính mạng của ông ta. Thế nhưng, có người xem cách nói này chỉ là một loại suy đoán chủ quan, không có chứng cứ đầy đủ để bảo vệ lập trường.
Cho đến nay, việc phân tích giới tính của vị vua này vẫn không có kết quả.